# Piazza del Popolo (Todi)
La Piazza del Popolo est une place située dans le centre  historique de la ville de Todi, en Ombrie.

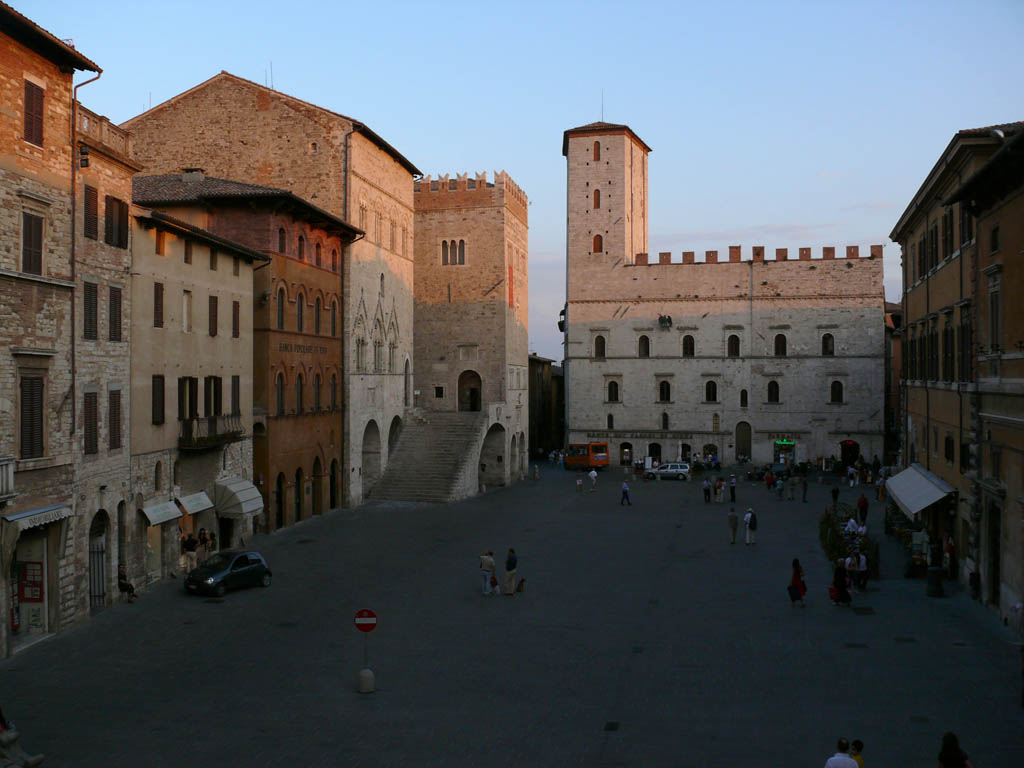
Vue depuis la cathédrale.

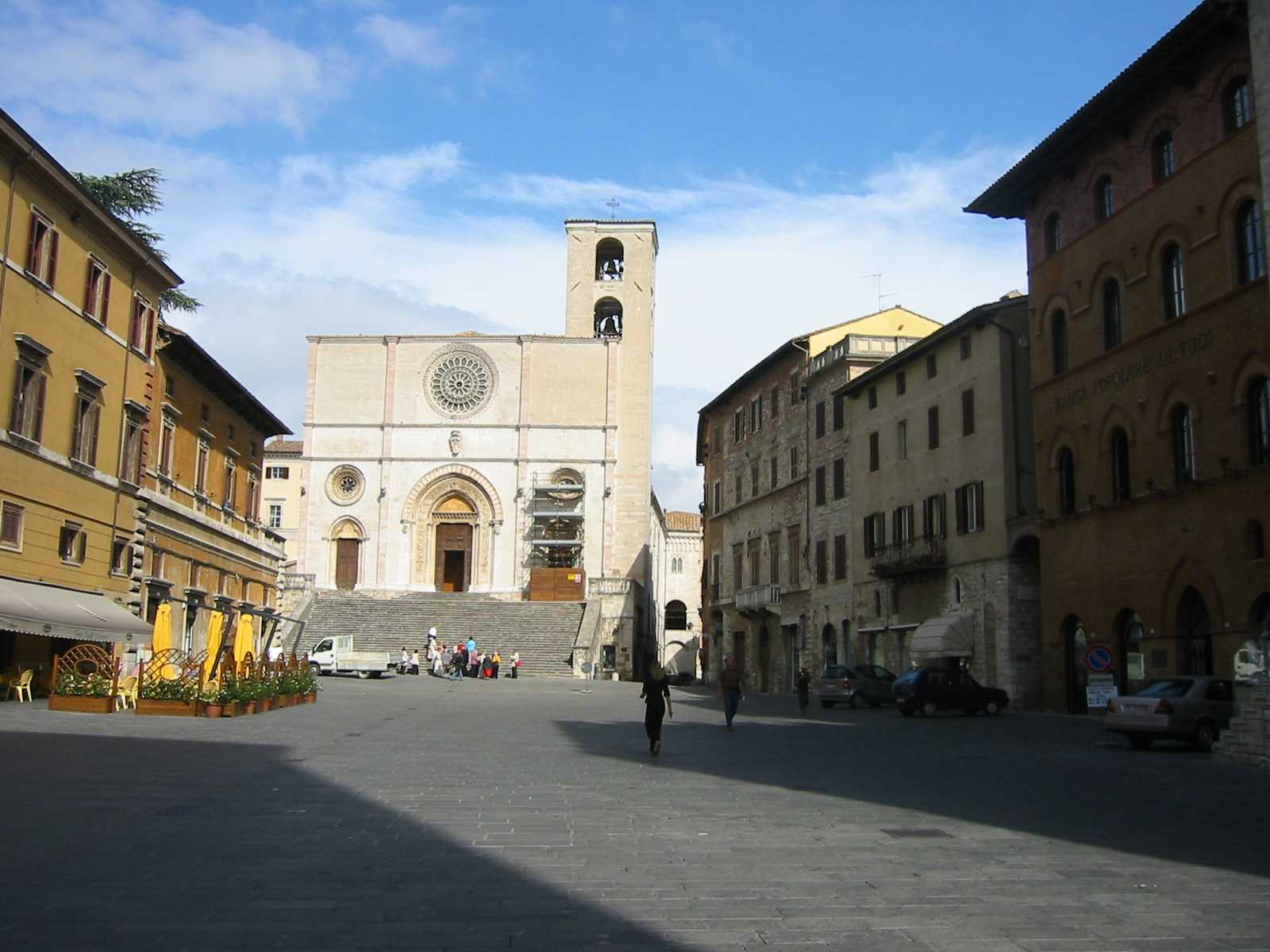
Vue depuis le palazzo dei Priori.

## Description
Elle rassemble plusieurs monuments de caractère médiéval parmi lesquels
la cathédrale de la Santissima Annunziata édifiée au XIIe siècle, qui fait face au Palazzo dei Priori du XIVe siècle, vaste construction crènelée avec une tour  pentagonale. Situés côte à côte, le Palazzo del Popolo (hôtel de ville) daté de 1214, ce qui en fait l'un des plus anciens d'Italie, et le Palazzo del Capitano construit en 1290 en style gothique italien. Depuis la place, ces deux derniers édifices sont accessibles par des  escaliers communs. Ils sont le siège de la mairie et du musée civico.
La piazza del  Popolo donne, aussi, accès à la Todi souterraine (it) où l'on peut visiter les anciennes citernes et galeries romaines qui formaient le complexe hydraulique souterrain de la ville au début de notre ère.

## Sources
- Site de Italy today

- (it) Cet article est partiellement ou en totalité issu de l’article de Wikipédia en italien intitulé « Piazza del Popolo (Todi) » (voir la liste des auteurs).